# Talley Beatty
Talley Beatty (Cedar Grove, 22 dicembre 1918 – New York, 29 aprile 1995) è stato un coreografo, ballerino, insegnante e direttore artistico statunitense. Cresciuto a Chicago, Illinois, è considerato uno dei più grandi coreografi afroamericani. Dopo aver studiato con Katherine Dunham e Martha Graham, Beatty ha continuato a fare il solista ed a coreografare le proprie opere incentrate sui problemi sociali, le esperienze e la vita quotidiana degli afroamericani. Beatty, la sua tecnica e il suo modo di ballare furono sia elogiati che criticati dalla critica e dai ballerini dei suoi tempi.

## Formazione nella danza
Beatty iniziò a studiare danza all'età di quattordici anni con Katherine Dunham. Imparò il suo modo di ballare, che era fortemente basato sui suoi studi di danza africana e caraibica nelle Indie Occidentali. Faceva parte della compagnia della Dunham e si esibiva in diversi spettacoli con loro. Si esercitò anche con Martha Graham negli anni '40. Lasciò la compagnia della Dunham nel 1946 per continuare i suoi studi a New York. Frequentava lezioni di danza classica a New York, ma poiché era afroamericano era costretto a frequentare corsi di danza al mattino presto o a tarda notte in uno spogliatoio mentre le lezioni si svolgevano in uno studio adiacente.
Beatty continuò il suo lavoro come solista e coreografo. Esplorò una varietà di diversi ruoli e stili di danza. Apparve in film come A Study in Choreography for Camera di Maya Deren (1945) e in spettacoli teatrali come la rivista Inside U.S.A. di Helen Tamiris (1948). Ballò in commedie musicali di Broadway come Cabin in the Sky. È stato nominato per un Tony Award nel 1977 per la coreografia per lo spettacolo di Broadway Your Arms Too Short to Box with God (1976).
Ha anche ballato nei nightclub, per il teatro musicale e sui palcoscenici in concerto. Ha anche fatto un «minstrel ballett» intitolato Blackface. Beatty ha anche coreografato per una varietà di coreografi tra cui Ruth Page, Lew Christiansen, George Balanchine e Syvilla Fort. Ha coreografato più di cinquanta balletti e ha lavorato in America e in Europa.

## Tecnica di danza
Molti ballerini e critici hanno descritto lo stile di danza di Beatty come un mix tra danza jazz e balletto. "Il suo stile auto-descritto è una miscela di passaggi connettivi della Graham, della tecnica Dunham e un piccolo balletto con salsa piccante della Louisiana". La sua coreografia è anche descritta come "veloce, esuberante, [e] esplosiva". Beatty esplorò il movimento che si estende verso l'esterno dalle estremità come le leg extensions e i back arches. I ballerini nel film documentario Talley Beatty: Conversations with Contemporary Masters of American Modern Dance affermano che la sua coreografia è molto impegnativa dal punto di vista fisico e tecnicamente sfidante e che per ballare in una delle sue opere è necessaria una grande conoscenza di almeno quattro diverse discipline, incluso il balletto e la danza moderna.

## La critica
John Martin, un famoso critico di danza bianca dei primi anni del 1900, criticò lo stile di danza di Beatty come troppo aggraziato; durante questo particolare periodo, in cui c'era molto razzismo e stereotipia, il balletto era pensato come una "arte alta" riservata ai ballerini bianchi. Altri critici come Margaret Lloyd elogiarono la tecnica di Beatty nel suo lavoro The Borzoi Book of Modern Dance. Lloyd scrisse che trovava i suoi balzi "fenomenali, una sorta di realizzazione universale del desiderio di navigare nell'aria".

## Soggetti delle sue coreografie
Il lavoro di Beatty ha esplorato temi riguardanti le lotte e la vita quotidiana degli afroamericani. Molti dei suoi pezzi si sono concentrati sulle sue "dichiarazioni personali sull'alienazione, sulla discriminazione razziale e sulle difficoltà della vita cittadina". Nel film Conversations with Contemporary Masters of American Modern Dance Beatty parla di alcune delle sue opere coreografiche più famose. Secondo Beatty Southern Landscape, un balletto in cinque parti, è una descrizione del momento subito dopo il periodo della ricostruzione nel sud. La danza esplora un evento nella storia descritto nel romanzo di Howard Fast Freedom Road. La trama è incentrata su un gruppo di contadini bianchi e neri che avevano felicemente formato una comunità insieme prima di essere letteralmente distrutti dal Ku Klux Klan. Dopo il massacro la gente andò nei campi di notte per recuperare i corpi dei loro cari. La sezione solista più famosa e famosa della danza, intitolata Mourner's Bench, parla di un uomo che sta tornando dal recupero di un corpo e riflette sulle idee di speranza e forza.